# Scopula subimbella
Scopula subimbella là một loài bướm đêm trong họ Geometridae.